# Brakwatersigaar
De brakwatersigaar (Sigara stagnalis) is een wants uit de familie van de Corixidae (Duikerwantsen). De soort werd het eerst wetenschappelijk beschreven door William Elford Leach in 1817.

## Uiterlijk
De grotendeels bruinzwart gekleurde wants is macropteer en kan 6 tot 7 mm lang worden. Het halsschild is twee keer zo breed als dat het lang is, is zwartbruin, net als de voorvleugels en heeft zeven of acht regelmatige dwarslijntjes. De kop en poten zijn geelachtig en tussen het hoornachtige gedeelte en het doorzichtige deel van de voorvleugels loopt een gele streep. Op de voorvleugels bevinden zich onregelmatige dwarslijnen die in de lengte gekruist en dus onderbroken worden door twee zwarte lijnen.

## Leefwijze
De wants kent één generatie in het jaar, onder gunstige omstandigheden mogelijk twee. De soort overleeft de winter als volwassen dier. Het zijn goede zwemmers en kunnen ook goed vliegen. Ze worden gevonden in ondiep, brak, stilstaand water zonder vegetatie en leven daar van de in het water drijvende dode plantenresten.

## Leefgebied
Het is in Nederland een vrij algemene soort die voorkomt in brakke wateren in het kustgebied. Het verspreidingsgebied strekt zich uit van de kustgebieden van Europa tot in Noord-Afrika.